# Else Ackermann
Else Ackermann (* 6. November 1933 in Berlin; † 14. September 2019 in Neuenhagen bei Berlin) war eine deutsche Pharmakologin, Hochschullehrerin und Politikerin (CDU).

## Leben und Beruf
Else Ackermann wurde als Tochter eines Reichsbahnbeamten und einer Krankenschwester geboren. Nach dem Abitur 1952 studierte sie Medizin an der Humboldt-Universität zu Berlin, absolvierte 1957 das Staatsexamen und promovierte 1958 zum Dr. med. Sie arbeitete von 1960 bis 1965 als wissenschaftliche Assistentin am Institut für Pharmakologie und Toxikologie an der Berliner Charité und von 1965 bis 1975 als wissenschaftliche Oberassistentin an der Medizinischen Akademie „Carl Gustav Carus“ in Dresden. Hier habilitierte sie sich 1969 und erhielt 1971 einen Lehrauftrag als ordentliche Dozentin für Klinische Pharmakologie. Von 1975 bis 1989 war sie als wissenschaftliche Oberassistentin am Zentralinstitut für Krebsforschung (ZIK) der Akademie der Wissenschaften der DDR (AdW) in Berlin-Buch tätig. Gleichzeitig wirkte sie als Honorardozentin an der Charité.
Nachdem Ackermann im Juni 1988 als Vorsitzende einen systemkritischen Brief der CDU Neuenhagen an den CDU-Hauptvorstand zum Reformprozess innerhalb der Partei geschrieben hatte, wurde gegen sie ein Operativer Vorgang durch das Ministerium für Staatssicherheit (MfS) eröffnet sowie ein Ermittlungsverfahren eingeleitet, in dessen Folge sie im März 1989 als stellvertretende Bereichsleiterin des ZIK abgesetzt und an der Fortsetzung ihrer wissenschaftlichen Arbeit gehindert wurde.
Nach dem Fall der Mauer wurde Ackermann im Januar 1990 erneut als ordentliche Dozentin für Klinische Pharmakologie an die Charité berufen. Sie war von August 1991 bis 1994 amtierende Direktorin des pharmakologisch-toxikologischen Institutes.

## Politik
Ackermann trat 1985 in die Ost-CDU ein und war von 1986 bis 1999 Vorsitzende der CDU-Ortsgruppe Neuenhagen. 1990 wurde sie Mitglied der CDU.
Ackermann war seit Mai 1989 Ratsmitglied der Gemeinde Neuenhagen und nahm später an den Verhandlungen des dortigen Runden Tisches teil. Sie war von März bis Oktober 1990 Mitglied der ersten frei gewählten DDR-Volkskammer und wurde von dieser am 28. September 1990 in den Deutschen Bundestag gewählt, dem sie seit dem Tag der Deutschen Einheit angehörte. Bei Ablauf der Wahlperiode Ende 1990 schied sie zunächst aus dem Bundestag aus. Vom 22. Oktober 1991, als sie für den zurückgetretenen Abgeordneten Lothar de Maizière nachrückte, bis 1994 war sie erneut Mitglied des Deutschen Bundestages. Sie war über die Landesliste Brandenburg in den Bundestag eingezogen.
Ackermann wurde Vorsitzende der CDU-Fraktion in der Gemeindevertretung Neuenhagen und legte den Fraktionsvorsitz im Sommer 2007 nieder, nachdem ihr signalisiert worden war, dass die Mehrheit der Fraktion einen Wechsel an der Fraktionsspitze wünsche. Im September 2007 verließ sie die Fraktion in der Gemeindevertretung mit einer öffentlichen Erklärung, in der sie dem damaligen Gemeindeverbandsvorsitzenden Alfred Kuck und anderer männlicher Fraktionsangehöriger frauenfeindliches Verhalten vorwarf. Mit der ebenfalls aus der Fraktion ausgetretenen Susanne Ahrens (parteilos) bildete sie die Fraktion „Christlich soziale Frauen“. Daraufhin leitete der Kreisvorstand der CDU Brandenburg ein Parteiausschlussverfahren gegen Ackermann ein. Bei den Kommunalwahlen 2008 kandidierte sie erfolglos für die Neue Bürger Allianz Neuenhagen (NBA), aus der sie im Februar 2009 austrat.
Der Antrag auf Parteiausschlussverfahren wurde abgewiesen. Ackermann blieb CDU-Mitglied, erhielt aber einen Verweis wegen parteischädigenden Verhaltens.
2014 ehrte die CDU-Brandenburg sie durch die Vergabe des „Wilhelm Wolf – Ehrenamtspreises“.  2022 wurde Ackermann posthum Ehrenbürgerin von Neuenhagen.

## Publikationen
- Die Revolution – ein Flächenbrand? In: Eichholz Brief – Zeitschrift zur politischen Bildung. Bd. 28 (1991), H. 2, S. 101–115.
- Das Gewissen ist der innere Gerichtshof des Menschen. In: Beate Neuss, Hildigund Neubert (Hrsg.): Mut zur Verantwortung. Frauen gestalten die Politik der CDU. Böhlau, Köln 2013, S. 143–168.